# Holliday-Struktur

Schematische Darstellung einer Holliday-Struktur

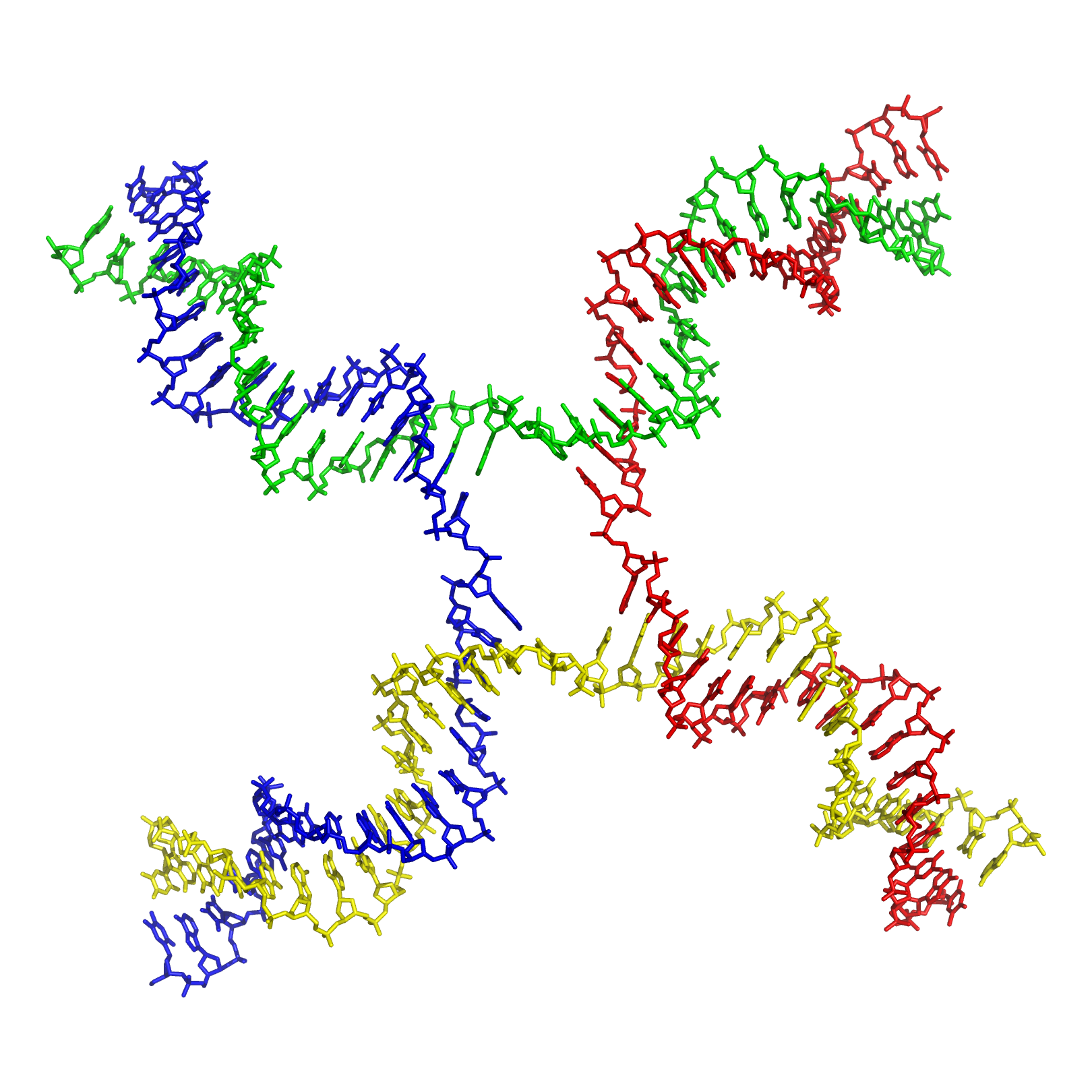
Molekulare Struktur einer Holliday-Struktur. Aus.

Die Holliday-Struktur (engl. Holliday junction) ist ein wichtiger Zwischenschritt des Crossing-overs. Sie hilft beim Austausch von genetischer Information zwischen zwei homologen (ähnlichen oder identischen) bzw. nicht homologen DNA-Strängen.
Der Vorgang wird durch das Enzym Rekombinase katalysiert. Es besitzt vier Untereinheiten, von denen sich jeweils zwei an eine der beiden DNA-Helices binden. So entsteht eine Rekombinationssynapse.
Der DNA-Austausch beginnt mit der Aufspaltung eines Einzelstranges jeder Helix. Die nun freien 5'-Hydroxygruppen binden jeweils an einen Tyrosinrest der Untereinheit und werden so zur anderen Seite transportiert. Dort binden sie an die 3'-Phosphatgruppe des anderen Doppelstranges. Man spricht nun von einer Holliday-Struktur.
Jetzt kann eine sogenannte Schenkelwanderung („Branch Migration“) stattfinden. In Prokaryoten spielen hier die Proteine RuvAB eine entscheidende Rolle. Bei der Schenkelwanderung kann sich die Holliday-junction um mehrere tausend Nukleotide verschieben.
Ist der Austausch nach einigen 1000 Nukleotiden abgeschlossen, findet erneut eine katalysierte Spaltung statt (bei Prokaryoten durch das Protein RuvC), und die beiden Helices werden wieder voneinander getrennt. Nun ist entweder ein Patch-Produkt oder ein Crossing-Over-Produkt entstanden, je nach Winkel, indem die Stränge getrennt wurden.
Die entstandenen Strangbrüche werden dann von einer Ligase wieder repariert.
Die Holliday-Struktur ist benannt nach dem britischen Forscher Robin Holliday, der das prototypische Modell der allgemeinen Rekombination 1964 ausarbeitete.